# Any Ol’ Barstool
«Any Ol’ Barstool» (с англ. — «Любой старый барный стул») — песня американского кантри-певца Джейсона Олдина, вышедшая 5 декабря 2016 года в качестве третьего сингла из седьмого студийного альбома Олдина They Don’t Know (2016). Песню написали Дерик Руттан и Джош Томпсон.
Песня «Any Ol' Barstool» стала для Олдина тринадцатым хитом номер один в чарте Billboard Country Airplay и одиннадцатым хитом в топ-5 чарта Hot Country Songs. Песня также вошла в топ-50 чарта Hot 100. Аналогичного успеха песня добилась и в Канаде, подарив Олдину восьмой хит номер один в чарте Canada Country и достигнув 100-й строчки в Canadian Hot 100. Песня получила золотой сертификат Music Canada за продажу более 40 000 единиц в этой стране. В клипе на сингл, снятом режиссером Шоном Сильвой, Олдин играет в пустом баре на фоне ссорящейся пары.

## История
Песня «Any Ol’ Barstool» была написана Дериком Руттаном и Джошем Томпсоном, и появилась на свет во время их первой совместной встречи, когда Томпсон предложил название, и они быстро закончили работу над ней. Изначально песня не предназначалась для Олдина, пока он не услышал ее у продюсера Майкла Нокса, который влюбился в ее эстетику «традиционного кантри» и назвал ее «одной из самых хорошо написанных песен» в альбоме They Don’t Know (2016).

## Отзывы
Билли Дьюкс из Taste of Country назвал его «гитарно-тяжелым рокером», который позволяет Олдину устроить «вокальное шоу» на протяжении всего времени исполнения, и заключил, что: «Олдину хорошо удается ностальгия, будь то в песне о простых временах, которые пролетели слишком быстро, или о более сложных делах, которые он хотел бы пересмотреть. Его сдержанное исполнение этой песни позволяет вложить в балладу свои собственные эмоции — этакая „Ocean Front Property“, обновленная под его стиль». В 2017 году автор Billboard Чак Дофин поставил «Any Ol' Barstool» на шестое место в своем списке 10 лучших песен Олдина.

## Коммерческий успех
Песня «Any Ol' Barstool» дебютировала на 93-м месте в чарте Billboard Hot 100 на неделе 11 февраля 2017 года. Одиннадцать недель спустя, на неделе 29 апреля она достигла номера 52 и оставалась в чарте восемнадцать недель. По состоянию на май 2017 года песня была продана в США в количестве 166 000 копий. В Канаде трек дебютировал под номером 45 в чарте Canada Country на неделе 14 января 2017 года. Двенадцать недель спустя он достиг вершины на неделе 8 апреля и оставался в чарте двадцать недель. Он также дебютировал и достиг сотого места в канадском основном чарте Hot 100 на неделе 22 апреля. 11 января 2018 года песня «Any Ol' Barstool» получила золотой сертификат Music Canada в Канаде за продажу более 40 000 единиц.

## Музыкальное видео
Премьера клипа на песню «Any Ol' Barstool» состоялась на канале Олдина на Vevo 5 декабря 2016 года. Официальное музыкальное видео было снято режиссером Шоном Сильвой и премьера состоялась в 2017 году. Видео рассказывает о паре, которая ссорится друг с другом и после этого занимается своими делами: мужчина работает барменом, смешивая «бизнес и удовольствие» со своими приятелями и друзьями своей женщины, а она ждет дома его смс. Временами в клипе присутствуют сцены выступления Олдина в пустом баре.

## Чарты
| Чарт (2016—2017)                    | Высшая позиция |
| ----------------------------------- | -------------- |
| Канада (Billboard Canadian Hot 100) | 100            |
| Канада (Billboard Country)          | 1              |
| США (Billboard Hot 100)             | 52             |
| США (Billboard Country Airplay)     | 1              |
| США (Billboard Hot Country Songs)   | 5              |

| Чарт (2017)                      | Позиция |
| -------------------------------- | ------- |
| Canada Country (Billboard)       | 19      |
| US Country Airplay (Billboard)   | 27      |
| US Hot Country Songs (Billboard) | 20      |

## Сертификации
| Регион                                                                      | Сертификация | Продажи |
| --------------------------------------------------------------------------- | ------------ | ------- |
| Канада (Music Canada)                                                       | Золотой      | 40 000  |
| Данные о продажах + прослушиваниях приведены только на основе сертификации. |              |         |